# Maddalena (Vorname)
Maddalena ist ein weiblicher Vorname.

## Herkunft und Bedeutung
Der Name ist eine italienische Variante von Magdalena. Eine Verkleinerungsform ist Lena.

## Bekannte Namensträgerinnen
- Maddalena (Dogaressa) († 1373), Dogaressa der Republik Venedig
- Maddalena Allegranti (wahrscheinlich 1754–nach 1801), italienische Opernsängerin
- Maddalena Buonsignori († 1396), bolognesische Juristin
- Maddalena Casanova (1732–1800), italienische Tänzerin am sächsischen Hof
- Maddalena Cerasuolo (1920–1999), italienische Patriotin und antifaschistische Partisanin
- Maddalena Crippa (* 1957), italienische Schauspielerin
- Maddalena Fingerle (* 1993), italienische Germanistin, Romanistin und Schriftstellerin
- Maddalena Hirschal (* 1983), österreichische Schauspielerin
- Maddalena Kerrh (* 1938), deutsche Schauspielerin und Synchronsprecherin
- Maddalena de’ Medici (1473–1519), zweitälteste Tochter von Lorenzo dem Prächtigen
- Maddalena Casulana Mezari (um 1544–??), italienische Komponistin
- Maddalena Montalban (1820–1869), bedeutendste Republikanerin und Streiterin für Venedigs Unabhängigkeit
- Maddalena Musumeci (* 1976), italienische Wasserballspielerin
- Maddalena Sirmen (1745–1818), venezianische Violinistin, Sängerin und Komponistin
- Maddalena Visconti (um 1366–1404), eine der Hunderttausend-Gulden-Töchter des Mailänder Stadtherrn Bernabò Visconti

### Madalena
- Madalena Fragoso (1940–2013), portugiesische Publizistin
- Madalena Iglésias (1939–2018), portugiesische Sängerin
- Madalena Schwartz (1921–1993), jüdische ungarisch-brasilianische Fotografin

### Madelaine
- Madelaine Böhme (* 1967), deutsche Geowissenschaftlerin und Professorin für Paläoklimatologie
- Madelaine Edlund (* 1985), schwedische Fußballspielerin
- Madelaine Petsch (* 1994), US-amerikanische Schauspielerin
- Madelaine Smith (* 1995), britische Skeletonpilotin
- Madelaine Wibom (* 1971), schwedisch-schweizerische Opernsängerin und Schauspielerin

### Madeleine
→ siehe Madeleine (Vorname)